# Kamyszła (obwód samarski)
Kamyszła (ros. Камышла) – wieś (sieło) w Rosji, w obwodzie samarskim, ośrodek administracyjny rejonu kamyszlińskiego. W 2021 liczyła 4784 mieszkańców, głównie Tatarów.